# Finnischer Fußballpokal 1997
Der Finnische Fußballpokal 1997 (finnisch Suomen Cup 1997) war die 43. Austragung des finnischen Pokalwettbewerbs. Er wurde vom finnischen Fußballverband ausgetragen. Das Finale fand am 25. Oktober 1997 im Olympiastadion Helsinki statt.
Pokalsieger wurde Haka Valkeakoski. Das Team setzte sich im Finale gegen Vorjahresfinalist Turku PS nach Verlängerung durch und qualifizierte sich damit für den Europapokal der Pokalsieger. Titelverteidiger HJK Helsinki war im Halbfinale gegen den späteren Sieger ausgeschieden.
Bis auf das Halbfinale wurden die Begegnungen in einem Spiel ausgetragen. Bei unentschiedenem Ausgang wurde das Spiel um zweimal 15 Minuten verlängert. Stand danach kein Sieger fest, folgte ein Elfmeterschießen. Im Halbfinale wurden die Sieger in Hin- und Rückspiel ermittelt. Bei Torgleichstand in beiden Spielen zählte zunächst die größere Zahl der auswärts erzielten Tore; gab es auch hierbei einen Gleichstand, wurde das Rückspiel verlängert und ggf. ein Elfmeterschießen zur Entscheidung ausgetragen.

## Teilnehmende Teams
Die Teilnahme war freiwillig. Insgesamt 277 Mannschaften hatten für den Pokalwettbewerb gemeldet. Darunter waren auch Juniorenmannschaften (U-20), Seniorenmannschaften verschiedener Altersgruppen (JKKI – Jalkapallon Kannossa Kaiken Ikää = Fußball für alle Altersgruppen) und Reservemannschaften. Die Drittligisten stiegen in der 3. Runde ein, die Zweitligisten in der 6. und 7. Runde und die Erstligisten in der 7. und 8. Runde.
| Runde         | Zugänge | Sieger der letzten Runde | Spiele / Sieger |
| ------------- | ------- | ------------------------ | --------------- |
| 1. Runde      | 1940    | –                        | 97              |
| 2. Runde      | 11      | 97                       | 54              |
| 3. Runde      | 42      | 54                       | 48              |
| 4. Runde      | –       | 48                       | 24              |
| 5. Runde      | –       | 24                       | 12              |
| 6. Runde      | 16      | 12                       | 14              |
| 7. Runde      | 10      | 14                       | 12              |
| 8. Runde      | 04      | 12                       | 08              |
| Viertelfinale | –       | 08                       | 04              |
| Halbfinale    | –       | 04                       | 004 1           |
| Finale        | –       | 02                       | 01              |
| Gesamt        | 2770    |                          | 2780            |

## 1. Runde
|                               | Ergebnis              |                                 |
| ----------------------------- | --------------------- | ------------------------------- |
| FC Kiffen 08 Helsinki/JKKI-35 | 3:0                   | Ådalens IF                      |
| Marmiksen Kuula               | 4:0                   | Rajamäen Kehitys                |
| FC Kuusysi U-20               | 9:0                   | Eka-Pallo Helsinki              |
| FC Armndot Espoo              | 0:3                   | FC Topparit                     |
| Laajasalon Palloseura         | 1:5                   | Lahden City Stars               |
| FC Topparit/JKKI-35           | 1:4                   | HJK Helsinki U-20               |
| Hopsi Helsinki                | 0:6                   | Pohjois-Haagan Urheilijat-2     |
| Helsingfors IFK U-20          | 1:1 n. V. (2:4 i. E.) | Malmin Palloseura               |
| Österby Sportklubb            | 2:2 n. V. (3:5 i. E.) | Järvenpään PS                   |
| Siltamäen Härät               | 0:8                   | Puotinkylän Valtti              |
| FC Kiffen 08 Helsinki U-20    | 0:3                   | FC Kontu-2                      |
| FC Kuusysi/JKKI-35            | 1:3 n. V.             | Esbo BK                         |
| PK-35 Helsinki/JKKI-35        | 0:2                   | Leppävaaran Pallo               |
| FC 013 Vantaa                 | 3:3 n. V. (5:3 i. E.) | Hyvinkään Ares -86              |
| FinnPa Helsinki U-20          | 0:3                   | PK-35 Helsinki-2                |
| FC Honka Espoo U-20           | 2:1                   | Tervakosken Pato                |
| FC Grani Rowdies              | 3:1                   | FC Futura                       |
| Malmin Ponnistajat            | 3:1                   | FC Kirkkonummi                  |
| Karjalohjan Urheilijat        | 3:0                   | Itä-Vantaan Urheilijat          |
| Etelä-Espoon Pallo            | 3:0                   | Keravan Dynamo                  |
| FC Samba                      | 00:3 1                | FC Viikingit                    |
| Tapiolan Sukka                | 0:3                   | Jalkapalloseura Stars Lahti     |
| FC Kiffen 08 Helsinki-2       | 1:5                   | Riihimäen Palloseura            |
| St. Blues Järvenpää           | 16:20                 | Espoon JK                       |
| FC Capital Helsinki           | 4:0                   | Korson Palloseura               |
| Team Käpylä -94               | 3:1                   | Norra Paipis IF                 |
| Lohjan Pallo                  | 2:1                   | Vantaan Jalkapalloseura-2       |
| Kanavan Pallo-80              | 00:3 2                | Pohjois-Haagan Urheilijat       |
| FC Boda Dragsfjard            | 2:0                   | Piikkiön Palloseura             |
| FC Jazz Pori U-20             | 8:0                   | Team-82 Parainen/JKKI-35        |
| Kalannin Pallo -65            | 2:0                   | Raision Palloseura              |
| FC Jazz Pori/JKKI-40          | 00:17                 | Kokemäen Kova-Väki              |
| FC Piikkiö                    | 1:2 n. V.             | FC Rauma                        |
| Inter Turku U-20              | 0:1                   | IF Finströms Kamraterna         |
| Pallo-Iirot Rauma U-20        | 1:2                   | Pihlavan Tyoväen Urheilijat     |
| Mynämäen Pallo -53            | 1:5                   | Kaarinan Pojat U-20             |
| Reposaaren Kunto              | 0:8                   | Pargas IF                       |
| Sporting Club Raisio          | 2:0                   | Team-82 Parainen                |
| FC Jazz Pori/JKKI-35          | 00:11                 | ÅIFK Turku                      |
| Jyrkkälän Tykit               | 3:6                   | Kaarinan Reipas                 |
| Tohloppin Tiikerit            | 9:0                   | Hausjärven Nappulat-2           |
| Hämeenlinnan Täysosuma        | 6:0                   | Tampereen Pallo-Veikot-2        |
| FC Hämeenlinna U-20           | 00:3 3                | PS-44 Valkeakoski               |
| Nokian Palloseura             | 4:1                   | Mäntän Valo                     |
| Mansester Broilers            | 0:3                   | Valkeakosken Koskenpojat        |
| Sääksjärven Loiske            | 4:0                   | Tampereen-Viipurin Ilves-Kissat |
| Oriveden Daltonit             | 0:1 n. V.             | Vammalan Palloseura             |
| PP-70 Tampere-2               | 4:0                   | Pirkkalan JK                    |
| Tammer Futis                  | 2:6                   | Viialan Peli-Veikot             |
| FC Car Sport Team             | 3:0                   | Hämeenlinnan Härmä              |
| Sääksmäen Sopu                | 7:0                   | Heinäjoen PS                    |
| Pirkkalan JK U-20             | 0:6                   | Nekalan Pallo                   |
| Kangasalan Voitto             | 5:0                   | Koovee Jalkapallo               |
| KS-Team Palokka               | 5:0                   | Kyyjärven Kyky                  |
| Konneveden Urheilijat         | 6:1                   | Haapamäen Pallo-Pojat           |
| Blue Eyes Jyväskylä           | 3:4                   | Huhtasuon Kisa                  |
| Lohikosken Pallokerho         | 2:6 n. V.             | Jämsänkosken Ilves              |
| Mikkelin Palloilijat/JKKI-35  | 1:3                   | Warkauden Pallo -35             |
| Voikkaan Pallo-Peikot         | 1:4                   | Kotkan Työväen Palloilijat U-20 |
| Mikkelin Palloilijat U-20     | 03:0 4                | Imatran Pallo-Salamat           |
| JK Rakuunat U-20              | 4:0                   | Uus-Lavolan Peli-Pojat-2        |
| Ruokolahden PS                | 0:2                   | Kaipiaisten Kajastus            |
| Myllykosken Pallo -47 U-20    | 11:00                 | Atomit Loviisa                  |
| Hiirolan Haka                 | 1:2                   | FC Bilis Mikkeli                |
| Kotajärven Pallo              | 8:3                   | Buta Kotka/JKKI-35              |
| FC Pantterit                  | 03:0 5                | FC Prisma Pilkanmaa             |
| Mikkelin Kissat U-20          | 2:0                   | Haminan Pallo-Kissat            |
| Haminan Pallo-Kissat-2        | 1:5                   | Uus-Lavolan Peli-Pojat          |
| Korian Ponsi                  | 0:3                   | FC Ristiina                     |
| Elimäen Vauhti                | 03:0 6                | Simpeleen Urheilijat            |
| FC Sortavala                  | 3:0                   | SC Zulimanit                    |
| Kuopion PS U-20               | 0:1                   | Joensuun Pallo                  |
| Kerho-07 Seinäjoki            | 1:3                   | Tohmajärven Palloseura-90       |
| Joensuun Ratanat              | 0:2                   | Airakselan Yritys               |
| Varkauden Työväen Palloilijat | 6:1                   | Juankosken Pyrkivä              |
| Pallo-Kerho 37-2              | 3:2                   | Wärtsilä Metallurg              |
| Siilinjärven Palloseura-2     | 2:4                   | FC Atlas Kuopio                 |
| FC Kuopio U-20                | 2:1                   | Juuan Palloseura                |
| Tohmajärven Palloseura-90-2   | 9:2                   | Lieksan Hurtat                  |
| Manhattan Project Kuopio      | 3:2                   | Lapinlahden Pallo-95            |
| Ykspihlajan Reima             | 3:1                   | Oulaisten Huima                 |
| Vanhan-Vaasan Pallo -80       | 3:1                   | Kannuksen Ura                   |
| Esse IK                       | 0:2                   | Terjärv Ungdoms SK              |
| FC Kiisto Vaasa               | 3:0                   | Jeppo FF                        |
| Karhu Kauhajoki               | 1:0                   | Seinäjoen Sisu                  |
| FC Folk Haapavesi             | 00:3 7                | Nykarleby IK                    |
| Lappajärven Veikot            | 3:2                   | Norrvalla FF                    |
| FC Saigon Boys                | 0:6                   | Ysikuus Jakobstad               |
| Sundom IF                     | 4:6                   | Malax IF                        |
| Iin Urheilijat                | 1:7                   | FC Raahe                        |
| Karihaaran Visan Pallo        | 6:0                   | Kontio Kolari                   |
| Rovaniemen Jalkapalloklubi    | 1:0                   | Sodankylän Pallo                |
| Tervarit Oulu                 | 8:0                   | Oulun Reipas                    |
| FC Dreeverit                  | 0:3                   | Kajaanin Palloilijat            |
| Oulun Luistinseura            | 3:1 n. V.             | Oulun Tarmo                     |
| Suomussalmen PS               | 1:8                   | FC Kurenpojat                   |
| Rovaniemen Kanuunat/JKKI-35   | 6:0                   | FC Lynx Rovaniemi               |

## 2. Runde
|                                 | Ergebnis              |                               |
| ------------------------------- | --------------------- | ----------------------------- |
| FC Topparit                     | 0:3                   | Järvenpään PS                 |
| Pohjois-Haagan Urheilijat       | 0:2                   | Malmin Ponnistajat            |
| Kaarihallin Sisu                | 00:3 1                | Riihimäen Palloseura          |
| Jalkapalloseura Stars Lahti     | 1:1 n. V. (4:5 i. E.) | FC Honka Espoo U-20           |
| St. Blues Järvenpää             | 3:4                   | Karjalohjan Urheilijat        |
| HJK Helsinki U-20               | 3:1                   | Lohjan Pallo                  |
| Etelä-Espoon Pallo              | 3:5                   | PK-35 Helsinki-2              |
| Pohjois-Haagan Urheilijat-2     | 0:6                   | Leppävaaran Pallo             |
| FC Kiffen 08 Helsinki/JKKI-35   | 6:1                   | Vandas Lokomotiv              |
| Marmiksen Kuula                 | 2:7                   | Esbo BK                       |
| FC Kuusysi U-20                 | 0:1                   | FC Kontu-2                    |
| FC Capital Helsinki             | 2:0                   | SexyPöxyt                     |
| Lahden City Stars               | 13:00                 | FC 013 Vantaa                 |
| Team Käpylä -94                 | 0:5                   | FC Viikingit                  |
| FC Grani Rowdies                | 1:3                   | Malmin Palloseura             |
| HJK-J Helsinki                  | 1:2                   | Puotinkylän Valtti            |
| FC Jazz Pori U-20               | 2:1                   | IF Finströms Kamraterna       |
| Kaarinan Reipas                 | 0:2                   | Pihlavan Tyoväen Urheilijat   |
| Sporting Club Raisio            | 0:3                   | FC Rauma                      |
| Kaarinan Pojat U-20             | 0:2                   | FC Boda Dragsfjard            |
| Kalannin Pallo -65              | 0:2                   | Pargas IF                     |
| ÅIFK Turku                      | 2:0 n. V.             | Kokemäen Kova-Väki            |
| Vammalan Palloseura             | 0:4                   | Riihimäen Ilves               |
| Hämeenlinnan Täysosuma          | 5:0                   | PP-70 Tampere-2               |
| Viialan Peli-Veikot             | 1:2                   | Nekalan Pallo                 |
| Tohloppin Tiikerit              | 4:1 n. V.             | Sääksjärven Loiske            |
| Nokian Palloseura               | 1:2                   | PS-44 Valkeakoski             |
| Jämsänkosken Ilves              | 1:2                   | Kangasalan Voitto             |
| Hausjärven Nappulat             | 0:2                   | Haka Valkeakoski U-20         |
| FC Hämeenlinna-2                | 6:0                   | FC Car Sport Team             |
| Sääksmäen Sopu                  | 1:6                   | Valkeakosken Koskenpojat      |
| KS-Team Palokka                 | 0:4                   | Huhtasuon Kisa                |
| Mikkelin Kissat U-20            | 3:0                   | Konneveden Urheilijat         |
| Elimäen Vauhti                  | 2:1                   | Kotajärven Pallo              |
| FC Pantterit                    | 1:4                   | Warkauden Pallo -35           |
| JK Rakuunat U-20                | 2:4 n. V.             | Myllykosken Pallo -47 U-20    |
| Kotkan Työväen Palloilijat U-20 | 0:1                   | Mikkelin Palloilijat U-20     |
| Kaipiaisten Kajastus            | 1:2                   | FC Bilis Mikkeli              |
| FC Ristiina                     | 1:2                   | PEPO Lappeenranta             |
| Pallo-Kerho 37-2                | 0:7                   | FC Sortavala                  |
| FC Kuopio U-20                  | 0:1                   | Tohmajärven Palloseura-90     |
| Joensuun Pallo                  | 3:0                   | Varkauden Työväen Palloilijat |
| Tohmajärven Palloseura-90-2     | 0:3                   | Airakselan Yritys             |
| FC Atlas Kuopio                 | 0:2                   | Manhattan Project Kuopio      |
| FC Kiisto Vaasa                 | 3:0                   | IK Myran Nedervetil           |
| Vaasan PS U-20                  | 3:1                   | Vanhan-Vaasan Pallo -80       |
| Malax IF                        | 2:1                   | Nykarleby IK                  |
| Seinäjoen Työväen Urheilijat    | 0:2                   | Karhu Kauhajoki               |
| Ysikuus Jakobstad               | 01:11                 | Terjärv Ungdoms SK            |
| Lappajärven Veikot              | 3:0                   | Ykspihlajan Reima             |
| Tervarit Oulu                   | 6:0                   | Karihaaran Visan Pallo-2      |
| Rovaniemen Kanuunat/JKKI-35     | 1:3                   | Rovaniemen Jalkapalloklubi    |
| FC Raahe                        | 2:0                   | Oulun Luistinseura            |
| FC Kurenpojat                   | 4:3                   | Kajaanin Palloilijat          |

## 3. Runde
In dieser Runde stiegen 42 Drittligisten ein.
|                               | Ergebnis              |                            |
| ----------------------------- | --------------------- | -------------------------- |
| Elimäen Vauhti                | 1:4                   | Lahden City Stars          |
| Leppävaaran Pallo             | 2:3                   | Käpylän Pallo              |
| Ekenäs IF                     | 6:0                   | FC Kiffen 08 Helsinki      |
| Esbo BK                       | 2:3                   | FC Viikingit               |
| FC Capital Helsinki           | 2:1                   | Atlantis FC                |
| FC Kiffen 08 Helsinki/JKKI-35 | 2:0                   | Keski-Uudenmaan Pallo      |
| Vantaan Jalkapalloseura       | 2:1 n. V.             | Helsingfors IFK            |
| Malmin Ponnistajat            | 0:0 n. V. (2:4 i. E.) | PK-35 Helsinki-2           |
| FC Kontu-2                    | 0:3                   | Mukkulan Pallo Lahti       |
| Riihimäen Palloseura          | 4:0                   | Helsingin Palloseura       |
| Järvenpään PS                 | 0:1                   | Hyvinkään Palloseura       |
| Puotinkylän Valtti            | 2:0                   | Lahden Työväen Palloilijat |
| FC Honka Espoo U-20           | 2:4                   | HJK Helsinki U-20          |
| Karjalohjan Urheilijat        | 01:11                 | Malmin Palloseura          |
| FC Rauma                      | 2:3                   | Salon Palloilijat          |
| FC Boda Dragsfjard            | 0:5                   | Kaarinan Pojat             |
| FC Jazz Pori U-20             | 0:2                   | ÅIFK Turku                 |
| Pargas IF                     | 01:11                 | Musan Salama               |
| Naantalin VG-62               | 1:0                   | Euran Pallo                |
| Pihlavan Tyoväen Urheilijat   | 1:3                   | Tampereen Kisa-Toverit     |
| PS-44 Valkeakoski             | 0:1                   | Nokian Pyry JK             |
| Kangasalan Voitto             | 1:3                   | Toijalan Pallo -49         |
| Hämeenlinnan Täysosuma        | 2:7                   | PP-70 Tampere              |
| Riihimäen Ilves               | 3:1 n. V.             | FC Hämeenlinna-2           |
| Haka Valkeakoski U-20         | 5:3                   | Valkeakosken Koskenpojat   |
| Nekalan Pallo                 | 3:1                   | Tohloppin Tiikerit         |
| Huhtasuon Kisa                | 1:3                   | Äänekosken Huima           |
| Mikkelin Kissat               | 2:0                   | Kultsu Joutseno            |
| JK Rakuunat                   | 1:3 n. V.             | Purha Inkeroinen           |
| Myllykosken Pallo -47 U-20    | 1:2                   | Mikkelin Kissat U-20       |
| FC Bilis Mikkeli              | 1:5                   | FC Kuusankoski             |
| Mikkelin Palloilijat U-20     | 1:2                   | PEPO Lappeenranta          |
| Kings SC Kuopio               | 2:1                   | Pallo-Kerho 37             |
| Warkauden Pallo -35           | 7:0                   | Airakselan Yritys          |
| FC Sortavala                  | 2:3                   | Nilsiän Pallo-Haukat       |
| Manhattan Project Kuopio      | 0:0 n. V. (4:5 i. E.) | Iisalmen Pallo-Veikot      |
| Tohmajärven Palloseura-90     | 2:4                   | Joensuun Pallo             |
| FC Kiisto Vaasa               | 0:1 n. V.             | IF Hoppet 46               |
| Vaasan PS U-20                | 0:1                   | Malax IF                   |
| Karhu Kauhajoki               | 0:3 n. V.             | Vasa BK-IFK                |
| Sporting Kristina             | 2:1                   | Kaskö IK                   |
| Lappajärven Veikot            | 4:2                   | Lapuan Virkiä              |
| Terjärv Ungdoms SK            | 2:5 n. V.             | Jakobstads BK              |
| FC Raahe                      | 0:3                   | PV-J Kokkola               |
| Kemin Palloseura              | 1:3                   | Karihaaran Visan Pallo     |
| FC Santa Claus                | 0:0 n. V. (7:6 i. E.) | Kajaanin Haka              |
| Tervarit Oulu                 | 3:0                   | FC Kurenpojat              |
| Rovaniemen Jalkapalloklubi    | 0:4                   | Rovaniemen Kanuunat        |

## 4. Runde
|                               | Ergebnis              |                         |
| ----------------------------- | --------------------- | ----------------------- |
| Käpylän Pallo                 | 0:6                   | Ekenäs IF               |
| Malmin Palloseura             | 0:2                   | FC Capital Helsinki     |
| PK-35 Helsinki-2              | 2:5                   | Puotinkylän Valtti      |
| FC Viikingit                  | 3:4                   | Riihimäen Palloseura    |
| HJK Helsinki U-20             | 4:3                   | Hyvinkään Palloseura    |
| FC Kiffen 08 Helsinki/JKKI-35 | 2:5                   | Vantaan Jalkapalloseura |
| Musan Salama                  | 0:1                   | Nokian Pyry JK          |
| Nekalan Pallo                 | 0:4                   | Toijalan Pallo -49      |
| Salon Palloilijat             | 1:0                   | Kaarinan Pojat          |
| Riihimäen Ilves               | 1:0                   | Tampereen Kisa-Toverit  |
| Haka Valkeakoski U-20         | 2:4                   | PP-70 Tampere           |
| ÅIFK Turku                    | 1:1 n. V. (3:4 i. E.) | Naantalin VG-62         |
| Mikkelin Kissat               | 1:0                   | FC Kuusankoski          |
| Lahden City Stars             | 3:2                   | Mukkulan Pallo Lahti    |
| PEPO Lappeenranta             | 0:1                   | Purha Inkeroinen        |
| Mikkelin Kissat U-20          | 1:5                   | Warkauden Pallo -35     |
| Kings SC Kuopio               | 3:1                   | Nilsiän Pallo-Haukat    |
| Joensuun Pallo                | 3:2 n. V.             | Iisalmen Pallo-Veikot   |
| Lappajärven Veikot            | 03:0 1                | Äänekosken Huima        |
| IF Hoppet 46                  | 1:2                   | Sporting Kristina       |
| Malax IF                      | 2:0                   | Vasa BK-IFK             |
| PV-J Kokkola                  | 6:0                   | Jakobstads BK           |
| Tervarit Oulu                 | 2:1                   | Karihaaran Visan Pallo  |
| Rovaniemen Kanuunat           | 1:4                   | FC Santa Claus          |

## 5. Runde
|                      | Ergebnis              |                         |
| -------------------- | --------------------- | ----------------------- |
| Naantalin VG-62      | 0:1                   | FC Capital Helsinki     |
| Riihimäen Palloseura | 2:0                   | Vantaan Jalkapalloseura |
| HJK Helsinki U-20    | 1:2 n. V.             | Salon Palloilijat       |
| Puotinkylän Valtti   | 3:2 n. V.             | Ekenäs IF               |
| Malax IF             | 1:0                   | Toijalan Pallo -49      |
| PP-70 Tampere        | 3:1                   | Riihimäen Ilves         |
| PV-J Kokkola         | 1:1 n. V. (4:5 i. E.) | Nokian Pyry JK          |
| Lappajärven Veikot   | 2:3                   | Sporting Kristina       |
| Joensuun Pallo       | 4:0                   | Lahden City Stars       |
| Warkauden Pallo -35  | 1:1 n. V. (1:3 i. E.) | Purha Inkeroinen        |
| Mikkelin Kissat      | 4:2 n. V.             | Kings SC Kuopio         |
| Tervarit Oulu        | 3:1                   | FC Santa Claus          |

## 6. Runde
In dieser Runde stiegen 16 Zweitligisten ein.
|                      | Ergebnis |                        |
| -------------------- | -------- | ---------------------- |
| Joensuun Pallo       | 0:4      | Warkauden TP           |
| Tervarit Oulu        | 03:0 1   | PP-70 Tampere          |
| Malax IF             | 0:3      | Tampereen Pallo-Veikot |
| Sporting Kristina    | 1:3      | Pallo-Iirot Rauma      |
| Gamlakarleby BK      | 3:0      | Närpes Kraft FF        |
| Kuopion PS           | 1:3      | Ilves Tampere          |
| Nokian Pyry JK       | 1:3      | Kemin Pallotoverit-85  |
| Purha Inkeroinen     | 1:2      | Mikkelin Palloilijat   |
| PK-35 Helsinki       | 4:1      | FC Lahti               |
| FC Capital Helsinki  | 5:1      | Puotinkylän Valtti     |
| Salon Palloilijat    | 1:2      | Tikkurilan PS          |
| Riihimäen Palloseura | 1:0      | FC Honka Espoo         |
| Hangö IK             | 1:2      | FC Hämeenlinna         |
| Mikkelin Kissat      | 0:3      | Helsingin Ponnistus    |

## 7. Runde
In dieser Runde stiegen sechs Erstligisten und mit Gnistan, Haka, JJK und KTP weitere vier Zweitligisten ein.
|                            | Ergebnis              |                      |
| -------------------------- | --------------------- | -------------------- |
| IF Gnistan                 | 0:1                   | Rovaniemi PS         |
| Mikkelin Palloilijat       | 2:2 n. V. (5:6 i. E.) | Pallo-Iirot Rauma    |
| Haka Valkeakoski           | 0:0 n. V. (6:5 i. E.) | FF Jaro              |
| FC Capital Helsinki        | 0:4                   | Turku PS             |
| JJK Jyväskylä              | 2:1                   | TP-Seinäjoki         |
| Tampereen Pallo-Veikot     | 3:3 n. V. (7:6 i. E.) | Ilves Tampere        |
| Kotkan Työväen Palloilijat | 1:2 n. V.             | Gamlakarleby BK      |
| Tervarit Oulu              | 1:0                   | Riihimäen Palloseura |
| Helsingin Ponnistus        | 0:2                   | Inter Turku          |
| Tikkurilan PS              | 0:1                   | FinnPa Helsinki      |
| Kemin Pallotoverit-85      | 2:0                   | Warkauden TP         |
| FC Hämeenlinna             | 0:2                   | PK-35 Helsinki       |

## 8. Runde
In dieser Runde stiegen mit HJK, Jazz, MyPa und VPS weitere vier Erstligisten ein.
|                        | Ergebnis  |                       |
| ---------------------- | --------- | --------------------- |
| Gamlakarleby BK        | 1:2       | Kemin Pallotoverit-85 |
| Vaasan PS              | 2:3 n. V. | FinnPa Helsinki       |
| Tervarit Oulu          | 0:4       | Turku PS              |
| JJK Jyväskylä          | 0:2       | Inter Turku           |
| Haka Valkeakoski       | 1:0       | FC Jazz Pori          |
| Tampereen Pallo-Veikot | 0:1       | PK-35 Helsinki        |
| Pallo-Iirot Rauma      | 0:4       | HJK Helsinki          |
| Rovaniemi PS           | 3:1       | Myllykosken Pallo -47 |

## Viertelfinale
|                       | Ergebnis |                  |
| --------------------- | -------- | ---------------- |
| Turku PS              | 1:0      | FinnPa Helsinki  |
| PK-35 Helsinki        | 2:3      | Haka Valkeakoski |
| Inter Turku           | 1:4      | HJK Helsinki     |
| Kemin Pallotoverit-85 | 1:3      | Rovaniemi PS     |

## Halbfinale
|                  | Gesamt    |              | Hinspiel | Rückspiel |
| ---------------- | --------- | ------------ | -------- | --------- |
| Haka Valkeakoski | (a)3:3(a) | HJK Helsinki | 1:0      | 2:3       |
| Rovaniemi PS     | 0:3       | Turku PS     | 0:1      | 0:2       |

## Finale
| Paarung          | Haka Valkeakoski – Turku PS |
| Ergebnis         | 2:1 n. V. (1:1; 1:0) |
| Datum            | 25. Oktober 1997 um 14:00 Uhr (13:00 Uhr MESZ) |
| Stadion          | Olympiastadion, Helsinki |
| Zuschauer        | 4.107 |
| Schiedsrichter   | Jarmo Karhunen |
| Tore             | 1:0 Oleg Iwanow (31.) 1:1 Marco Casagrande (56.) 2:1 Walerij Popowitsch (101.) |
| Haka Valkeakoski | Eingesetzte Spieler: Panu Toivonen – Ari Heikkinen, Jouni Räsänen, Oleg Iwanow, Janne Hyökyvaara, Teemu Tainio, Jukka Ruhanen, Walerij Popowitsch, Jukka Rantala, Tommi Torkkeli, Harri Ylönen, Lasse Karjalainen, Harri Nyyssönen, Dennis Greene, Remi Mikosionic, Jussi Oksa, Pekka Kunnola, Marlon Harewood |